# Matična knjiga
Matične knjige su knjige u kojima se vode podaci o osobnim stanjima građana. Najranije poznate matične knjige sežu u 3. stoljeće, kada su kršćani vodili evidencije o krštenim i umrlim vjernicima.
Polovicom 6. stoljeća, car Justinijan naređuje da se u crkvenim arhivima čuvaju i akti o vjenčanjima. U 15. stoljeću se o vođenju matičnih knjiga govori na raznim dijecezanskim sinodama, a opći propis za čitavu katoličku crkvu donosi Tridentski sabor, gdje se definira da župnici moraju voditi posebne knjige s evidencijama kršenja i vjenčanja, te ih brižno čuvati.
Rimski ritual (Rituale Romanum) iz 1614. upotpunjava odredbe Tridentskog sabora na način da, osim knjiga krštenih i vjenčanih, župnici moraju voditi i knjigu krizmanih i knjigu Status animarum (Stanje duša), tj. anagraf po obiteljima, te knjigu umrlih. Rimskim ritualom se definiraju i obrasci za svaki knjigu, koje su pokrajinski sabori ili pojedini biskupi mogli po potrebi
proširiti i upotpuniti.

## Matične knjige u Hrvatskoj
Po tim obrascima u Rimskom ritualu su vođene su skoro sve matične knjige Katoličke crkve, pa i one u Dalmaciji, i to u narativnoj formi sve do reforme matičnih knjiga godine 1816. za vrijeme druge austrijske vladavine u Dalmaciji, kad je
uveden tabelarni sistem mjesto dotadašnjeg narativnog.

## Vanjske poveznice
|  | Zajednički poslužitelj ima još gradiva o temi Matična knjiga |